# Dositej Obradović

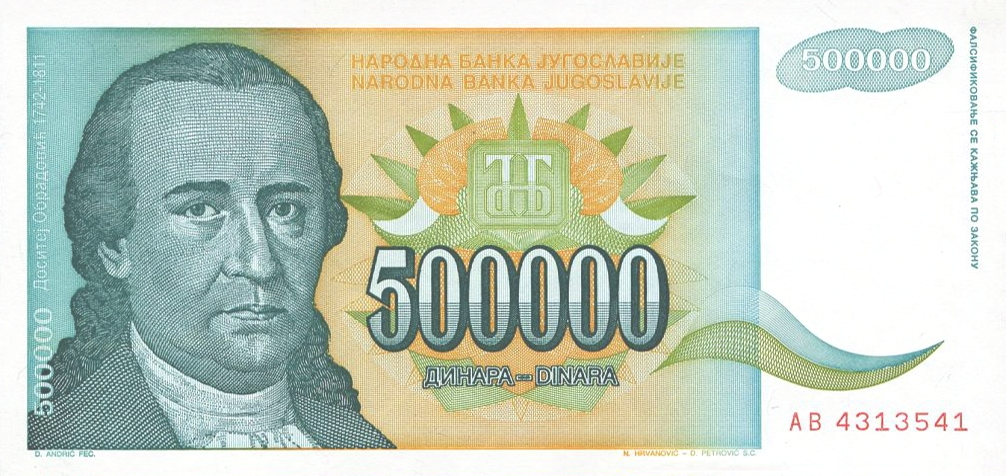
Dositej Obradović em uma nota de 500.000 dinares iugoslavos de 1993

Dimitrije Obradović (em sérvio:  Димитрије Обрадовић, pronounciado [dɔsǐtɛːj ɔbrǎːdɔʋitɕ] nome da igreja Dositej; Chakovo, 1739 ou 1742. — Belgrado, 28 de março 1811) ele foi um educador sérvio e reformador do período revolucionário de despertar e renascimento nacional. Ele foi o fundador e professor da Grande Escola, a precursora da Universidade de Belgrado. Dositej foi o primeiro guardião da educação no Conselho e autor da canção cerimonial " Sérvia, Levante-se".
Ele nasceu na parte romena de Banat, então da Áustria. Foi educado como monge, mas deixou essa vocação e fez viagens por toda a Europa, onde recebeu as ideias do Iluminismo e do racionalismo europeus. Movido por tais ideias, trabalhou para iluminar seu povo, traduziu várias obras, entre as quais as mais famosas são as fábulas de Esopo, e então ele próprio escreveu obras, principalmente do tipo programática, entre as quais "Vida e Conexões" é a mais conhecida. Seus restos mortais repousam em Belgrado, na entrada da Catedral, embora seu desejo explícito fosse ser enterrado próximo à fonte do Hajduk em Kosutnjak, em Belgrado.

## Biografia
Dositej Obradović nasceu de acordo com uma fonte em 1739-1740, e outro - 1742 -1743. Chakovo em um local sérvio-romeno em Tamis Banat. O nome de seu pai era Đurađ, ele era peru e comerciante de profissão, e sua mãe Kruna era filha de Ranko Paunkić de Semarton. Seu pai faleceu por volta de 1748 e após sua morte ele deixou uma viúva e quatro filhos pequenos. Mãe Kruna faleceu logo, por volta de 1752, e os filhos se espalharam pela família. O pequeno Dimitrije gosta de uma tia. A criança estudou na escola primária em uma escola sérvia local e, como ele era caracterizado por seu amor pelos livros, seu tio decidiu prepará-lo para o sacerdócio. Estudando profundamente a vida dos santos, transformou a mente o menino de 12 anos para um sonhador acordado e fantasiador, e em uma ocasião ele quis fugir para a Turquia, para o deserto, com um monge mendigo de Decani. O sóbrio tio, vendo o estado complexo do imaginário do menino, para afastá-lo dessas fantasias religiosas, levou-o de volta a Timisoara, a um fabricante de edredons.

## Monge Dositej

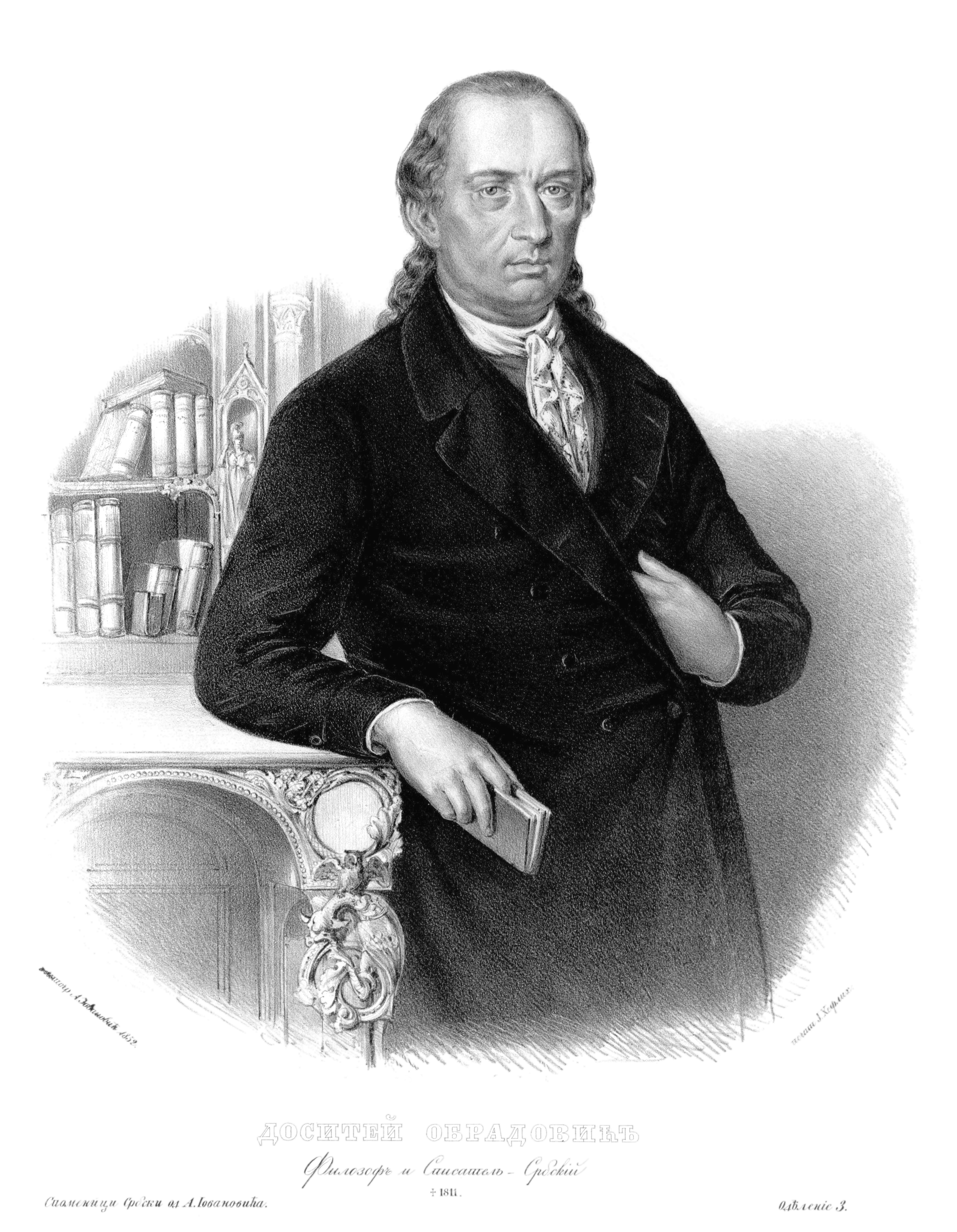
Dositej Obradović

Distante dos livros e da vida real, Dimitrije começou a ficar sóbrio. Mas quando surgiu a primeira oportunidade favorável, o velho zelo religioso irrompeu novamente e ele desejou novamente ir aos eremitas e santos. Ele deixou seu ofício, parentes e pátria, e em 31 de julho de 1757, ele bateu na porta do mosteiro Fruška Gora de Hopovo.
O abade de Hopovo, Teodor Milutinović, gostava do menino inteligente que já sabia ler bem e o considerou seu aluno. Dimitrije se dedicou ao estudo da vida dos santos e, seguindo seu exemplo, viveu uma vida ascética. Em 17 de fevereiro de 1758, tornou-se monge e recebeu o nome de Dositej, um de seus santos modelos, um velho santo cristão que, quando jovem de uma casa rica, deixou o mundo e fugiu para a solidão e torturou seu corpo, faminto, em grandes orações e metano. Em 16 de abril de 1758, em Karlovac, foi ordenado diácono. Grande e sincera piedade, longos jejuns e orações freqüentes do pequeno diácono o proclamaram em toda Srem, e os enfermos começaram a vir para ele ler suas orações. Mas o sóbrio abade predisse o fim próximo de toda aquela santificação.
O vazio constante de todos os lados, a vida mediocre da fraternidade do mosteiro, a realidade prosaica destroem as ilusões do jovem eremita sobre a santidade do monge. Ele começa a duvidar do que acreditava cegamente. Então, a visão de seu espírito que começou a se libertar, iluminar e se expandir. Ele também inicia a ler livros cívicos, educando-se, aprende latim e busca mais conhecimento e ciência real. Os monges o perturbam e ele entra em conflito. Quando seu benfeitor Teodor Milutinović morreu na primavera, a última conexão que o prendia ao mosteiro foi interrompida. Em 2 de novembro de 1760, ele escapou do mosteiro. Segundo Vatroslav Jagić, essa fuga do jovem diácono do mosteiro foi, para a literatura sérvia, o que foi a fuga de Maomé de Meca para Medina para os muçulmanos.
Ele veio para Zagreb via Eslavônia, onde estudou latim em particular, e na primavera de 1761 via Lika, ele foi para o norte da Dalmácia, com a intenção de economizar algum dinheiro como professor e, com isso, ir para a escola na Rússia , de 1761 até 1763 foi professor em uma escola sérvia na igreja de St. George em Kninsko Polje, onde também passou três anos de sua vida estudando italiano. O anseio do estudo que o tirou do mosteiro o impulsionou para a frente. E quando ele economizou tanto quanto ele pensou que precisava, ele partiu para o mundo novamente. Tendo adoecido a caminho do Monte Athos, ele ensinou no mosteiro de St. Petka no mosteiro do Maine, na Baía de Kotor, até o início de 1764, e então o bispo montenegrino Vasilije Petrović o ordenou sacerdote. Lazar Tomanović afirma que Dositej foi ordenado sacerdote no mosteiro Stanjevići pelo Metropolita Vasilije, na Páscoa de 1764, e que passou o outono e o inverno no mosteiro de St. Petke pod Mainama, onde os metropolitanos de Montenegro e do Litoral tinham suas casas, vinhas e olivais.
Ele escreveu ao bispo Peter em 1805, que era o arquidiácono em sua ordenação, quando soube que o bispo havia descido para Boka, como seria bom construir um colégio com uma pequena gráfica em alguma parte bonita da Sérvia. E aquela parte da Sérvia ficava em Boka, acima de Budva.  A fim de melhorar sua saúde, ele voltou novamente para a Dalmácia, como professor na aldeia de Golubić perto de Knin, depois para Plavno em 1770, e depois para Kosovo Dalmatian e para o mosteiro Dragović.

### Uma viagem para a europa

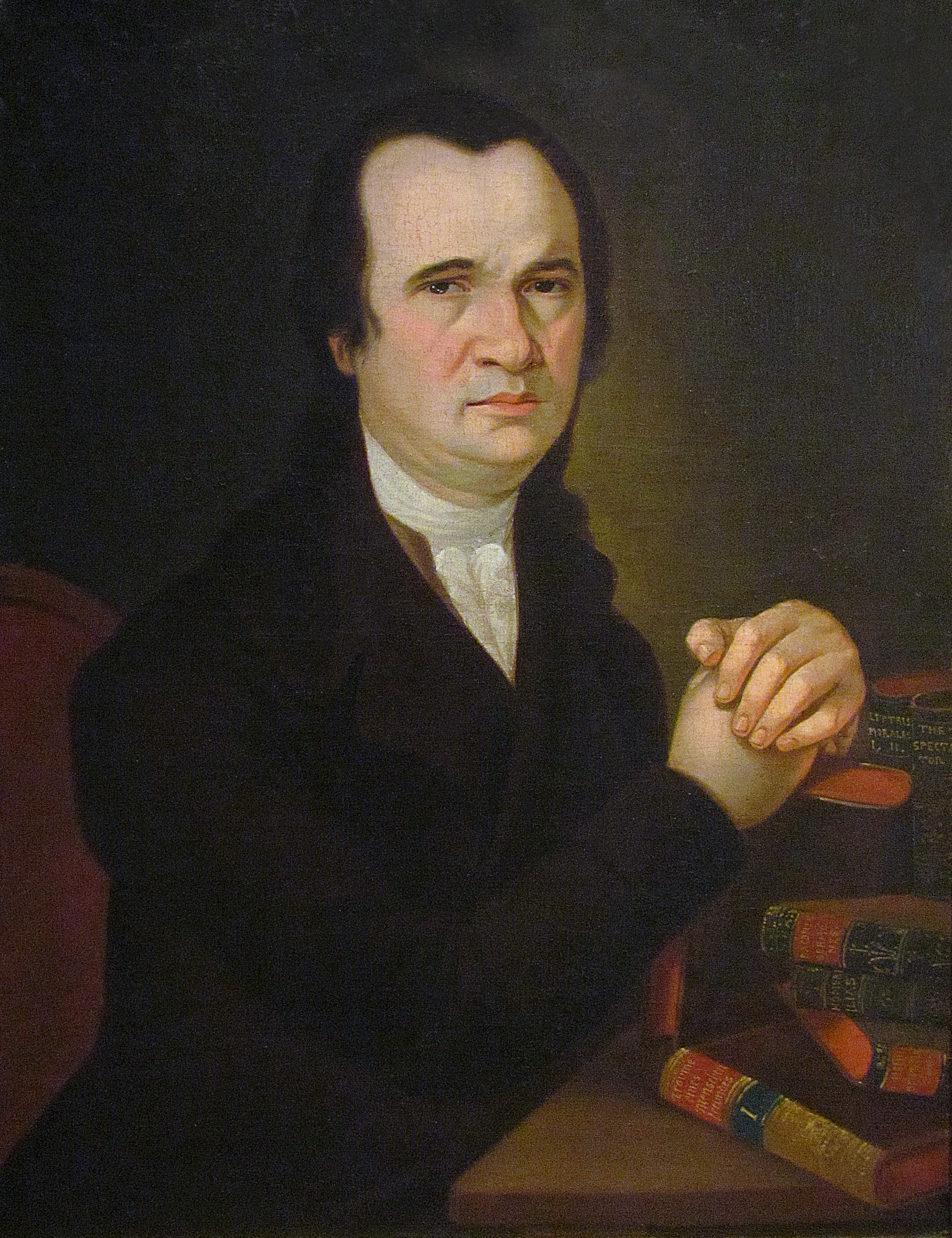
Dositej Obradović, óleo sobre tela de Arsa Todorović.

Como professor e educador familiar, ou como convidado de mosteiro, ele visitou quase todos os Bálcãs e a Ásia Menor, depois Itália, Alemanha, França, Inglaterra, Áustria e Rússia. Ele passou três anos em Esmirna, como aluno da famosa escola teológica grega de Jerotej Dendrin. Aqui e em Corfu ele aprendeu bem grego, literatura e filosofia. Ele teve que deixar a escola devido à eclosão da guerra russo-turca em 1787. Depois disso, voltou a viver na Dalmácia como professor em Knin, na escola da "cabeça de Sinobad", depois em Zadar e Trieste. De Trieste ele foi para Viena, onde passou seis anos aprendendo a língua e a cultura alemã. Ele foi retratado em Viena em 1794 pelo pintor ícone sérvio Arsa Teodorović.
Como professor de línguas, ele foi de Viena para Karlovac e Moldávia. Ele tirou seu manto apenas quando se matriculou no Halle para ouvir filosofia. Ele continuou seus estudos filosóficos em Leipzig e começou a escrever lá ele mesmo. Em 1783, ele publicou seu primeiro trabalho, Life and Connections.
Ele também viajou para Paris, Londres e Rússia, onde foi convidado a lecionar em uma escola militar.

### O primeiro levante sérvio
O primeiro levante sérvio o encontrou em Trieste. Desde o início, ele se colocou a serviço dos insurgentes sérvios: primeiro ele coletou doações para eles, depois realizou várias missões confidenciais entre os insurgentes e a Rússia e, finalmente, mudou-se para a Sérvia. Como o sérvio mais esclarecido e erudito de seu tempo, ele se tornou o primeiro ministro sérvio da educação, organizou escolas, reconciliou e aconselhou líderes insurgentes e foi secretário pessoal e conselheiro de Karadjorde.
Em Belgrado, no "Grande Mercado", havia uma casa onde "Dositej Obradović" viveu, estudou e morreu ". O Conselho Sérvio ficou hospedado naquela casa por um tempo. Em 1865, o fotógrafo de Belgrado Guntenbain fez seis fotos daquela casa para as necessidades da Sociedade Acadêmica da Sérvia. Ele morreu em 1811 em Belgrado e foi enterrado em frente à Catedral de Belgrado. Seu corpo foi realocado duas vezes, a primeira em 1837 devido à construção de uma nova Catedral em vez da antiga, que foi demolida, e a segunda vez em 1897, para que sua sepultura pudesse ser colocada ao lado da sepultura de Vuk Karadzic, que foi transferido de Viena naquele ano. Em 2011, o 200º aniversário de sua morte foi marcado..

## Trabalho literário e revisão crítica

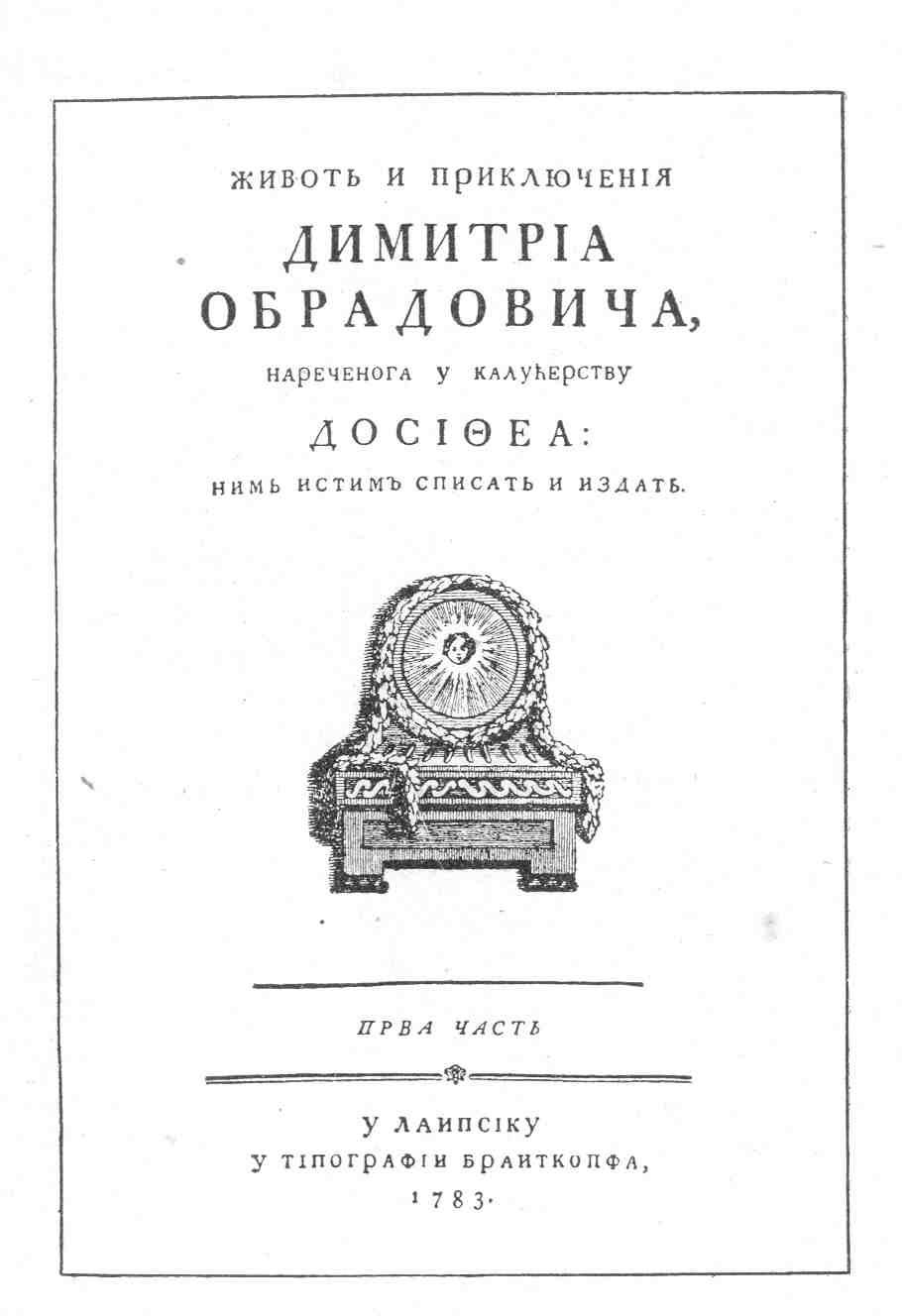
Life and Connections, uma das obras mais significativas de Dositej, 1783.

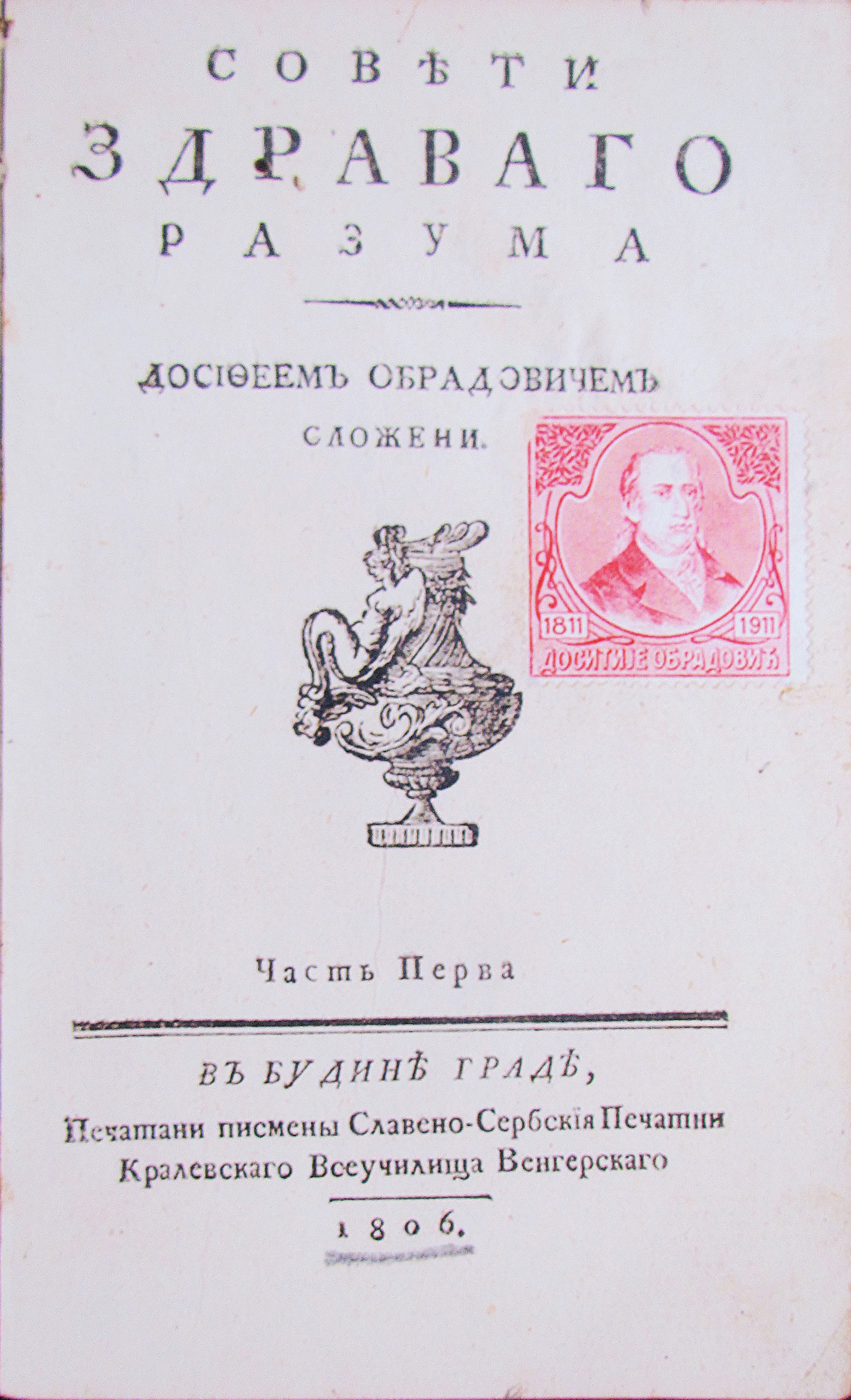
Dicas de bom senso, 1806.

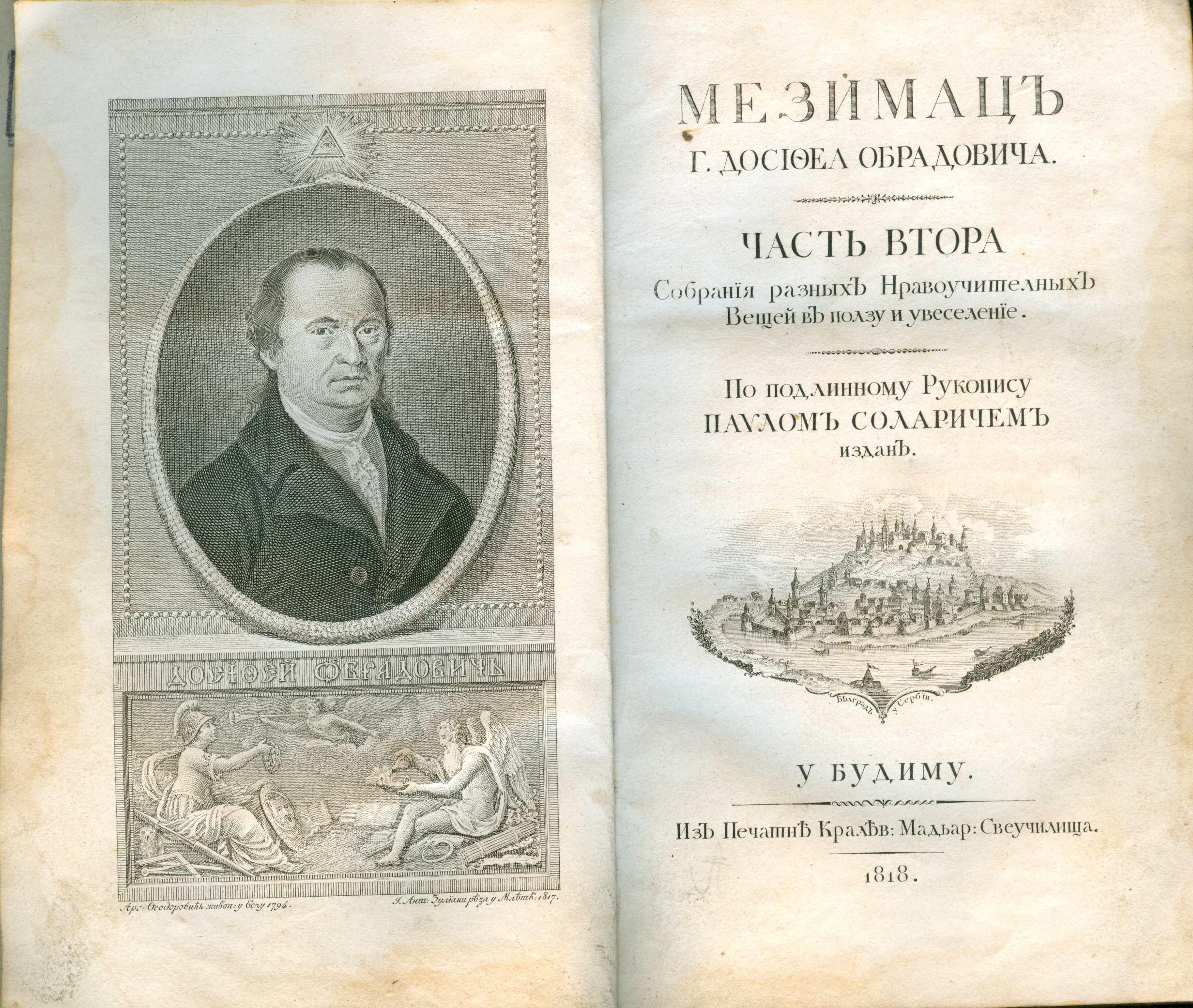
"Mezimac" (1818), outras obras "Assemblies"

Seus primeiros manuscritos são apenas uma tradução ou reformulação de escritos populares de caráter prático-moral do grego e italiano modernos. Assim, "Bukvica" é uma pequena tradução de Jovan Zlatoust destinada à filha do pop-Avram, Jelena, de Kosovo Polje, abaixo de Knin. Dositej então (em 1765) escreveu o primeiro livro "na simples língua sérvia", e assim lançou as bases para sua rica e frutífera obra literária. Lafontaine e Lessing Além de fábulas, Dositej acrescentou seus "ensinamentos" significativos como comentários morais sobre fábulas individuais. Ele começou a publicar suas principais e melhores obras em 1783.

### Iluminismo de Dositej
Ele primeiro imprimiu "Vida e Conexões", no qual ele contou sua vida desde o nascimento até a idade de trinta e nove anos e acompanhou sua biografia com reflexões sobre a necessidade de escolas e ciência e sobre o atraso espiritual dos monges, que ele ataca fortemente. Depois disso, publicou "Conselhos de Senso Comum", traduziu pensamentos e conselhos de pessoas eruditas de várias línguas. São experimentos morais e polêmicos, cheios de pensamentos esclarecedores. Em seguida, publica "Sobranije", uma coleção de resenhas da moral e da filosofia prática: sobre patriotismo, sobre amor pela ciência, sobre mentiras, sobre leitura, sobre moderação etc. Existem várias histórias morais, como "Lausus e Lydia" de Marmontel ou "Irena" de Labrier; existem várias histórias orientais de tendência moral ou filosófica; há também a comédia de Lessing "Damon".— Dositej também traduzido de várias línguas: "Ética" do escritor italiano Soavi e "Slovo pouchitelno" do pensador protestante alemão Colicofer.

### Programa nacional de Dositej
A primeira obra impressa de Dositej foi "Carta a Haralampius", impressa em Leipzig como um convite para se inscrever nos "Conselhos de Senso Comum". É sua famosa carta-programa, onde suas idéias básicas são exibidas na forma de um manifesto. Em forma de carta a um amigo, um comerciante de Trieste, Haralampi (sérvio da Croácia), Dositej afirma que pretende imprimir um livro para o povo no vernáculo simples para camponeses comuns. Ele escreveu que do Mar Adriático ao Rio Danúbio vive um povo que fala uma língua:
Ко не зна да житељи чрногорски, далматски, херцеговски, босански, сервијски, хорватски (кромје мужа), славонијски, сремски, бачки и банатски осим Вла(х)а, једним истим језиком говоре? Говорећи за народе који у краљевствам и провинцијам живу, разумевам колико грчке цркве, толико и латинске следоватеље, не искључавајући ни саме Турке, Бошњаке и (Х)ерцеговце, будући да закон и вера може се променити, а род и језик никада. Бошњак и (Х)ерцеговац Турчин, он се Турчин по закону зове, а по роду и по језику, како су год били његови чукундедови, тако ће бити и његови последњи унуци Бошњаци и (Х)ерцеговци догод, Бог свет држи. Они се зову Турци док Турци том земљом владају, а како се прави Турци врате у свој вилајет откуда су про'зишли, Бошњаци ће остати Бошњаци и биће што су њи(х)ови стари били. За сав, дакле, српски род ја ћу префводити славни(х) и премудри(х) људи мисли и совете желећи да се сви ползују.

Quem não sabe que os habitantes de Montenegro, Dalmácia, Herzegovina, Bósnia, Sérvia, Croácia (exceto seus maridos), eslavos, Srem, Bačka e Banat, exceto Vlach, falam a mesma língua? Falando dos povos que vivem nos reinos e províncias, entendo tantas igrejas gregas quanto seguidores latinos, não excluindo os próprios turcos, bósnios e (herzegovinos), já que a lei e a religião podem mudar, o gênero e a língua nunca podem mudar. Um bósnio e um turco (herzegoviniano), ele é chamado de turco por lei, e por gênero e língua, assim como seus bisnetos, assim como seus últimos netos, bósnios e (herzegovinos), Deus me livre. Eles são chamados de turcos enquanto os turcos governam aquele país, e quando os verdadeiros turcos retornarem à sua província de onde vieram, os bósnios continuarão a ser bósnios e serão o que foram. Portanto, para toda a nação sérvia, traduzirei o pensamento e os conselhos dos famosos e sábios, desejando que todos se beneficiem.

### Tolerância religiosa
Доситејева улица у Београду

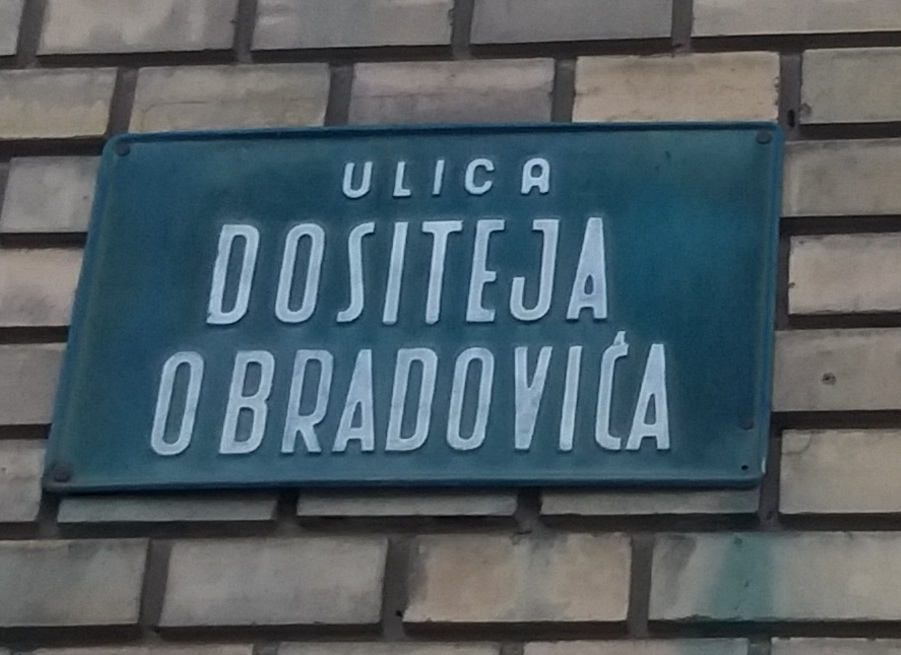
Rua Dositejeva em Belgrado

A ideia de tolerância religiosa e igualdade, que recebeu dos filósofos do século XVIII, ajudou-o a superar o antigo entendimento do nacionalismo pela fé. Proclamando a unidade nacional de forma decisiva e completa, ele ainda não prega o machismo e a exclusividade, mas constantemente chama e instrui o povo a receber de outros povos culturais o que há de melhor e mais avançado entre eles. Toda a sua atividade se resume a isso. Ele acreditou por um tempo que Joseph II iria libertar os sérvios da escravidão turca, mas assim que viu que a Sérvia, liderada por Karadjordj, havia assumido esse papel histórico, ele veio a ele e começou a implementar o que havia escrito anteriormente e pensamento.

### Trabalho de popularização da ciência
Ele estabeleceu um novo e moderno lugar para a compreensão tribal e religiosa da nação. Mas na literatura e na nossa cultura em geral, ele cria o novo e destrói o antigo. Até então, a literatura era de caráter local, tribal ou religioso, escrita no dialeto provincial ou na língua da religião apropriada. Dositej foi o primeiro a criar conscientemente a verdadeira literatura nacional no vernáculo puro, destinada às camadas mais amplas do povo sérvio. Até ele, as pessoas da igreja trabalhavam principalmente com literatura para as necessidades da igreja; ele rompe com a tradição e começa a levar ao povo ideias avançadas do Ocidente, o que ele aprendeu e recebeu da filosofia racionalista do século XVIII. Seu conhecimento era extenso e diverso: ele passou pela influência espiritual do misticismo religioso, da literatura dogmática russa, dos reformadores da igreja grega, do protestantismo alemão e do racionalismo francês e inglês. Ele compra e processa grandes verdades, pensamentos instrutivos e belos de todos os tempos e de todas as nações, de Platão e Aristóteles a Labriere, Molière, Lessing e Voltaire. Como um defensor convicto da filosofia racionalista, Dositej acredita na onipotência da razão e enfatiza a ciência acima de tudo. Tornar a ciência e a filosofia acessíveis a todas as pessoas, mesmo aquelas nas aldeias mais remotas - isso é o que ele definiu como o princípio mais elevado. Todas as suas obras são sobretudo colecções de "várias coisas instrutivas" traduzidas e retrabalhadas, de "tudo um pouco mas bonito", como diz.

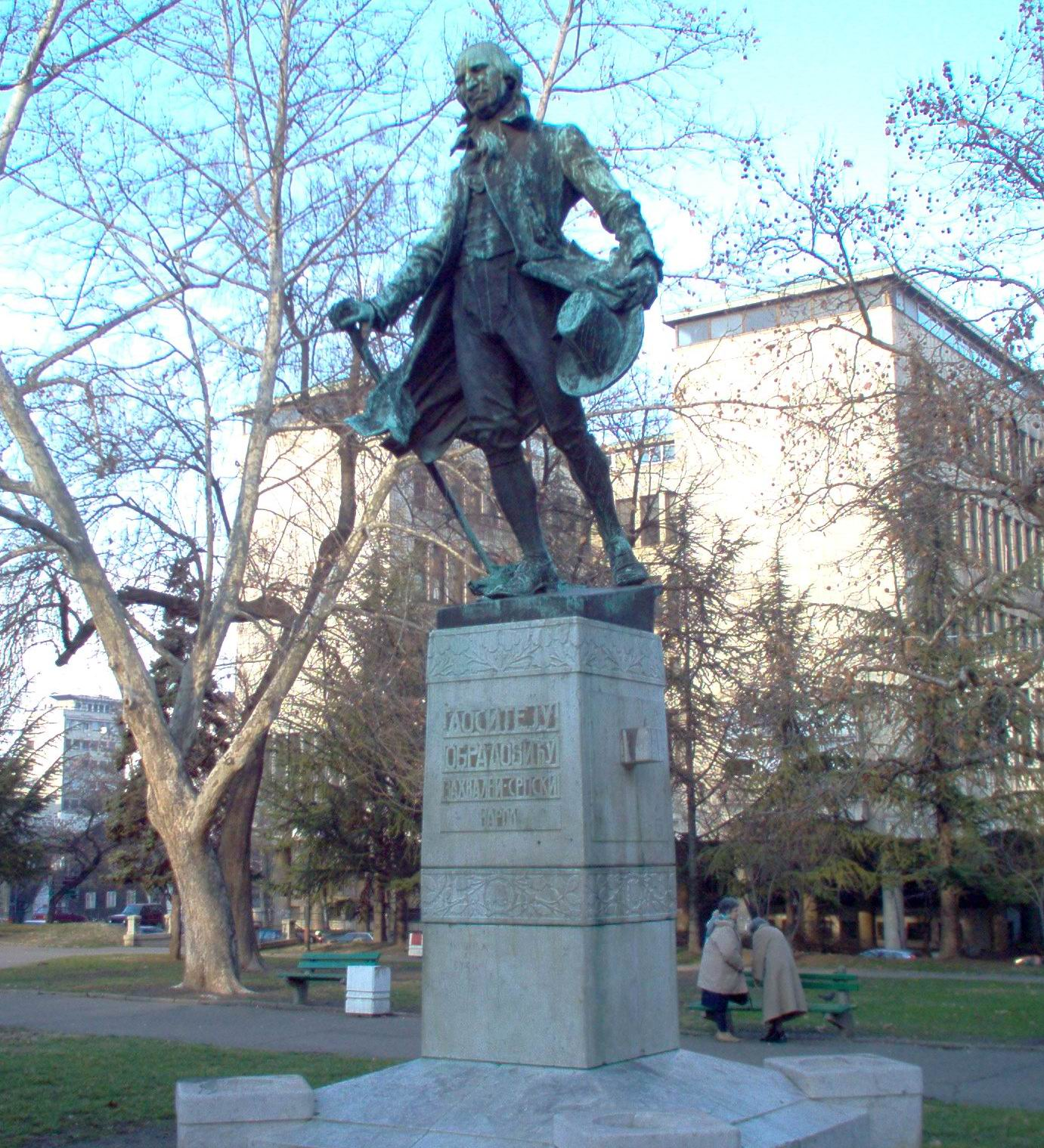
Monumento a Dositej Obradović no parque estudantil em Belgrado, obra do escultor Rudolf Valdec

### Pedagogia e educação
Como pensador prático e professor de folclore, ele considera a ciência e a literatura apenas como um meio para desenvolver "filantropia e boa índole" no homem, reduz tudo à educação dos jovens e considera "o que é mais necessário e mais útil ao homem no mundo." Quando fala em educação, Dositej não se refere apenas à educação de meninos, mas também de meninas. Em vez da compreensão oriental e patriarcal do papel das mulheres na sociedade, ele estabelece uma nova compreensão no espírito da filosofia racionalista do Ocidente: ele exige que as crianças do sexo feminino aprendam não apenas a ler e escrever, mas todo o conhecimento disponível aos homens, a fim de cumprir melhor seus deveres como filhas, esposas e mães, ajudaria o progresso educacional e moral geral tanto quanto possível.

### Um intérprete das aspirações da futura burguesia sérvia
Dositej, um dissidente e defensor da filosofia racionalista europeia, defendeu com entusiasmo as reformas religiosas de José II, que dissolveu as ordens monásticas, transformou mosteiros em escolas e hospitais e tomou medidas legais contra a superstição, a cegueira religiosa e um grande número de feriados. Sua obra Life and Connections foi escrita principalmente na forma de uma crítica aguda e ousada da ordem monástica. Ele se levanta contra o fanatismo religioso e exclusividade, contra o formalismo e dogmatismo da igreja, em uma palavra, contra tudo que é contrário ao verdadeiro ensino do evangelho e ao verdadeiro Cristianismo.
Dositej defendeu a tolerância religiosa e a transformação da igreja de acordo com as exigências do bom senso. Pregando tais idéias, Dositej não é apenas um seguidor da filosofia ocidental contemporânea, mas também um intérprete das aspirações e desejos da sociedade civil e secular sérvia, que já começou a lutar contra a teocracia da igreja onipotente. É por isso que Dositej teve um grande número de leitores e durante sua vida foi o mais popular crítico da igreja..

### O vernáculo nas obras de Dositej
Em termos de linguagem, Dositej é o precursor de Vuk Karadzic, embora ele não tenha tomado o vernáculo sérvio por razões de livro e programa, mas simplesmente como um meio para que os simples "moradores e pastores" o entendessem e para que a educação se difundisse mais facilmente e mais rápido. É verdade que ele tem muitos erros gramaticais, palavras emprestadas e formas sintáticas de línguas estrangeiras, mas isso é perfeitamente compreensível para um escritor que nasceu longe do centro nacional, que passou a maior parte de sua vida à margem e que foi forçado a criar uma linguagem literária, a partir de um vernáculo simples, ainda em desenvolvido e escasso. No entanto, seu estilo é caracterizado por uma simplicidade e cordialidade incomuns, o que era uma raridade mesmo com escritores mais modernos.

### Racionalista e reformador europeu
Dositej é sem dúvida o representante mais completo e expressivo daquela parte do nosso povo que vê na cultura racionalista da Europa Ocidental seu modelo e seu ideal, o oposto de Vuk Karadzic, que revelou o culto das canções e costumes folclóricos às gerações românticas . Dositej é um grande reformador e educador do povo, daqueles que raramente se encontram no início de uma nova era e que ousadamente rompe com as tradições e abre novos horizontes. No entanto, ele desprezava os fundamentos de nossa velha cultura e, como um racionalista convicto, acreditava que a razão poderia mudar rapidamente o passado e a herança e criar uma nova ordem e uma nova cultura.

## Legado

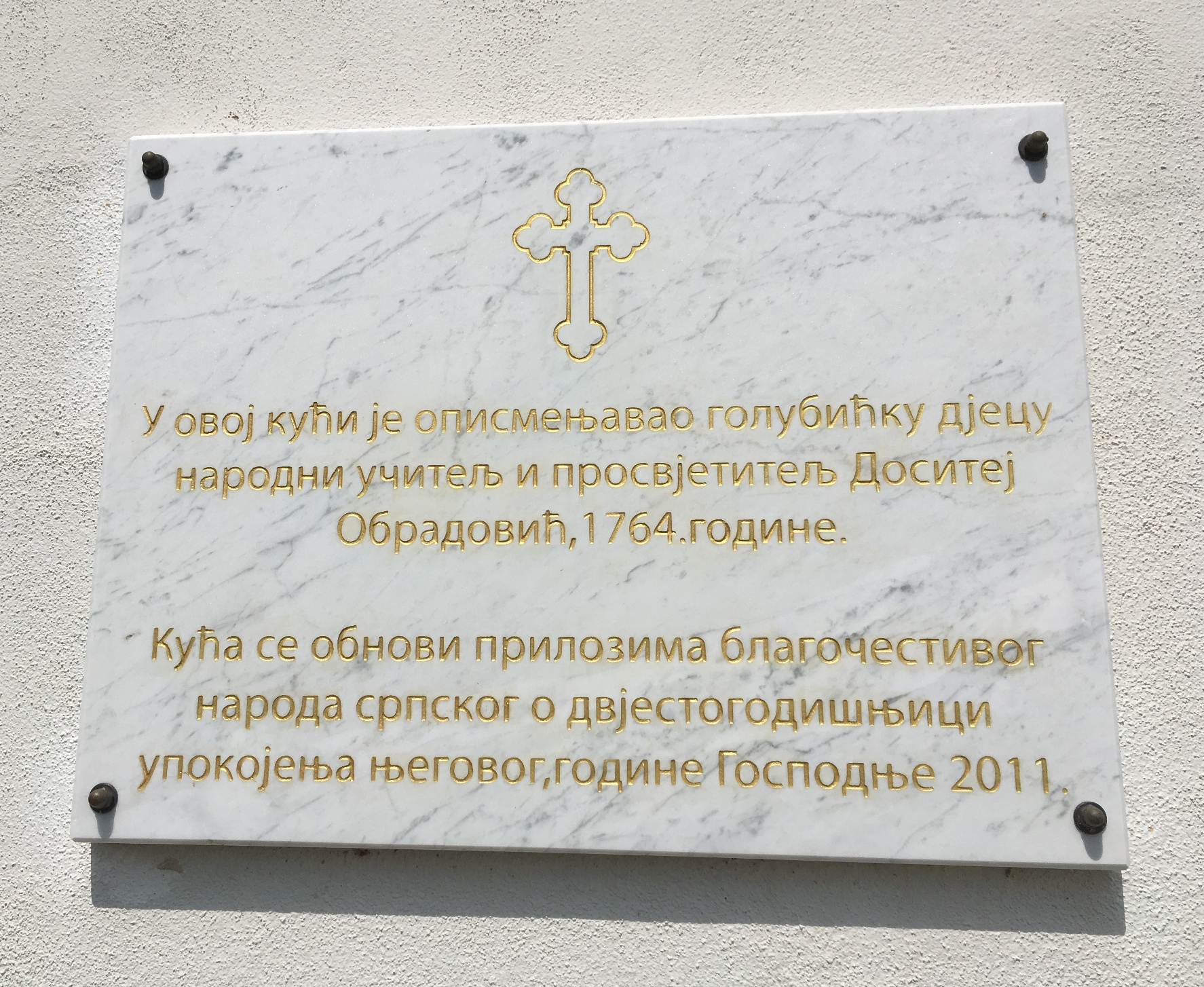
Placa comemorativa na casa onde Dositej Obradović educou o povo da Dalmácia, a vila de Golubić perto de Knin

A casa onde Dositej nasceu em Čakovo, Romênia, ainda existe hoje. É um piso térreo renovado "do outro lado" da casa na atual Rua Dositeja Obradovića nº. 11, perto da Igreja Ortodoxa da Sérvia. Uma placa memorial foi colocada naquela casa em 1861 durante a cerimônia que marcou meio século desde sua morte. Em outra ocasião em 1911, quando o centenário de sua morte estava sendo marcado, outra placa memorial foi colocada naquela casa, na qual está escrito que Dositej nasceu ali em 1739. No entanto, como a composição étnica da aldeia mudou significativamente, a casa foi propriedade de uma família romena até o início do século XXI. Em 2004, a casa foi comprada e reformada sob a supervisão de Matica Srpska e do Instituto de Literatura e Arte. No mesmo ano, em 17 de setembro, o "Fundo de Dositej Obradović" foi fundado em Vršac, cuja propriedade é a casa de Dositej em Čakovo. A doação estuda o trabalho de Dositej Obradović e sua influência na educação e na ciência, bem como organiza encontros de jovens escritores e alunos talentosos do país e do exterior. A doação publica a publicação anual "Dositej" na época de Dositej e concede dois prêmios - "Equipe do Dositej" e o prêmio "Dositej Obradović" a uma editora estrangeira por uma contribuição especial para traduzir obras literárias e apresentar a cultura sérvia no exterior. Um dos livros publicados pela doação é "Dositejev hod", uma coleção de 67 poemas de Mirko Magarašević. Além disso, a edição do endowment e o jornal Dositejev vrt. A Rua Dositejeva (Sombor) leva o seu nome.

## Prêmios de nomes de Dositej
- "Prêmio Dositej"
- "Caneta de Dositej"
- "Cajado do Dositej"
- "Dositeja" - um prêmio para alunos talentosos e bem-sucedidos e alunos concedido pelo fundo de mesmo nome 1
- Prêmio Dositej Obradović pelo conjunto de sua obra
- Prêmio Dositej Obradović a uma editora estrangeira

## Na cultura popular
- Pillow of My Grave, minissérie televisiva baseada na biografia de Dositej Obradović, dirigida por Sava Mrmak, foi filmada em 1990 e produzida pela RTB.[23][24][25]

## Lista das instituições culturais que levam o nome de Dositej
- ОШ „Доситеј Обрадовић” у Београду
- ОШ „Доситеј Обрадовић” Чукарица
- ОШ „Доситеј Обрадовић” у Новом Саду[26]
- ОШ „Доситеј Обрадовић” у Врању
- ОШ „Доситеј Обрадовић” у Сомбору[27]
- ОШ „Доситеј Обрадовић” у Пожаревцу[28]
- ОШ „Доситеј Обрадовић” у Врби[29]
- ОШ „Доситеј Обрадовић” у Крушевцу[30]
- ОШ „Доситеј Обрадовић” у Корају[31]
- ОШ „Доситеј Обрадовић” у Нишу[32]
- ОШ „Доситеј Обрадовић” у Иригу[33]
- ОШ „Доситеј Обрадовић” у Ћићевцу[34]
- ОШ „Доситеј Обрадовић” Волујац
- ОШ "Доситеј Обрадовић" у Зрењанину
- ОШ „Доситеј Обрадовић” у Клупцима (општина Лозница)[35]
- ОШ „Доситеј Обрадовић” у Путинцима
- ОШ „Доситеј Обрадовић” у Смедереву
- ОШ „Доситеј Обрадовић” у Добоју
- ОШ „Доситеј Обрадовић” у Омољици (општина Панчево)
- ОШ „Доситеј Обрадовић” у Бањој Луци
- ОШ „Доситеј Обрадовић” у Приједору
- ОШ „Доситеј Обрадовић” у Партешу (општина Гњилане)
- ОШ „Доситеј Обрадовић” у Теслићу (Блатница)
- ОШ „Доситеј Обрадовић” Свође (Власотинце)
- ОШ „Доситеј Обрадовић” у Белој Цркви
- ОШ „Доситеј Обрадовић” у Бочару
- ОШ „Доситеј Обрадовић” Враново
- ОШ „Доситеј Обрадовић” Ердеч
- Школски центар „Доситеј Обрадовић” Суботица
- Економско-трговинска школа „Доситеј Обрадовић” у Алибунару
- Средња школа „Доситеј Обрадовић” у Крагујевцу
- Дом културе „Доситеј Обрадовић” у Станишићу

## Literatura
- Предраг Јашовић: Рецепција књижевног дела Доситеја Обрадовића (Библиотека Мала академија). Панчево: Мали Немо 2007.
- Fischer, Wladimir (2007). Dositej Obradović als bürgerlicher Kulturheld. Zur Formierung eines serbischen bürgerlichen Selbstbildes durch literarische Kommunikation 1783–1845. Col: Studien zur Geschichte Südosteuropas 16. Olga Katsiardi-Hering, Max Demeter Peyfuss and Maria Stassinopoulou (editors). Frankfurt/M.: Peter Lang Publishing. ISBN 9783631542149
- Wladimir Fischer: Creating a National Hero: The Changing Symbolics of Dositej Obradović. In: Identität — Kultur — Raum. Turia + Kant, Wien 2001.
- Петар Пијановић: Живот и дело Доситеја Обрадовића. Завод за уџбенике и наставна средства, Београд 2000.
- Gerhard Neweklowsky: Dositej Obradović — Leben und Abenteuer. Verl. d. Österr. Akad. d. Wiss., Wien 1998.
- Милутин Тасић: Доситеј Обрадовић. НИЛ, Београд 1994.
- Томановић, Лазар (2018). Мемоари. [S.l.]: ЦИД, Подгорица